# Корольчук Олександр Петрович
Олекса́ндр Петро́вич Корольчу́к (народився у 1956 році на Житомирщині) — український науковець, товарознавець, перший проректор Київського національного торговельно-економічного університету, директор Інституту молоді «Інтелект». Доцент (1992), доктор економічних наук (2008), заслужений працівник освіти України (2003).

## Біографія
У 1978 році закінчив товарознавчий факультет Київського торгово-економічного інституту за спеціальністю «Товарознавство та організація торгівлі продовольчими товарами». У 1980—1982 роках працював в Мінському райгастрономторзі м. Києва. З 1982 року працює в Київському торгово-економічному інституті.
У 1982—1986 роках навчався в аспірантурі; у 1986—1988 роках працював старшим науковим співробітник науково-дослідного сектору; у 1989—1992 роках був заступником декана торгово-економічного факультету; у 1992—1997 роках — декан факультету економіки, менеджменту і права, з 1997 року — проректор з навчальної і виховної роботи, з 2006 року — перший проректор.
У 2008 році захистив докторську дисертацію на тему «Стратегія формування та розвитку вертикальних маркетингових систем на основі франчайзингових відносин»
Йому належить ряд наукових розробок з організації праці в торгівлі, розвитку мережі торгівлі, управління розвитком вертикальних маркетингових систем в торгівлі. Має понад 80 публікацій.
Заступник головного редактора наукового журналу «Вісник КНТЕУ».

## Нагороди та відзнаки
- Почесна грамота Міністерства освіти і науки України (1994)
- Знак «Відмінник освіти України» (1996)
- Заслужений працівник освіти України (2003)
- Почесна грамота Верховної Ради України (2006)
- Подяка Голови Деснянської районної адміністрації (1999), (2001), (2002).